# Larvborstsvansar
Larvborstsvansar (Diplura) är en ordning av små djur (vanligen mindre än 6 mm långa) i klassen urinsekter (Entognatha) som i sin tur tillhör stammen leddjur. De ansågs tidigare tillhöra de egentliga insekterna men de räknas numera till en egen klass tillsammans med till exempel trevfotingarna. Det finns cirka 800 beskrivna arter i världen varav 5 är funna i Sverige.
Hit hör små smala, blekt färgade, nästan vita djur, utan fjäll- eller hårbeklädnad, med mundelarna insänkta och dolda i munhålan och med bakkroppens sista led utrustad med två långa, ledade, trådlika bihang av samma form som pannspröten. Bakkroppslederna 2 till 7 är försedda med korta extremitetrudiment.
De blinda och ljusskygga djuren vistas i jorden under stenar. Mycket ofta påträffas de i myrornas gångar.